# Gerardus Frederik Westerman

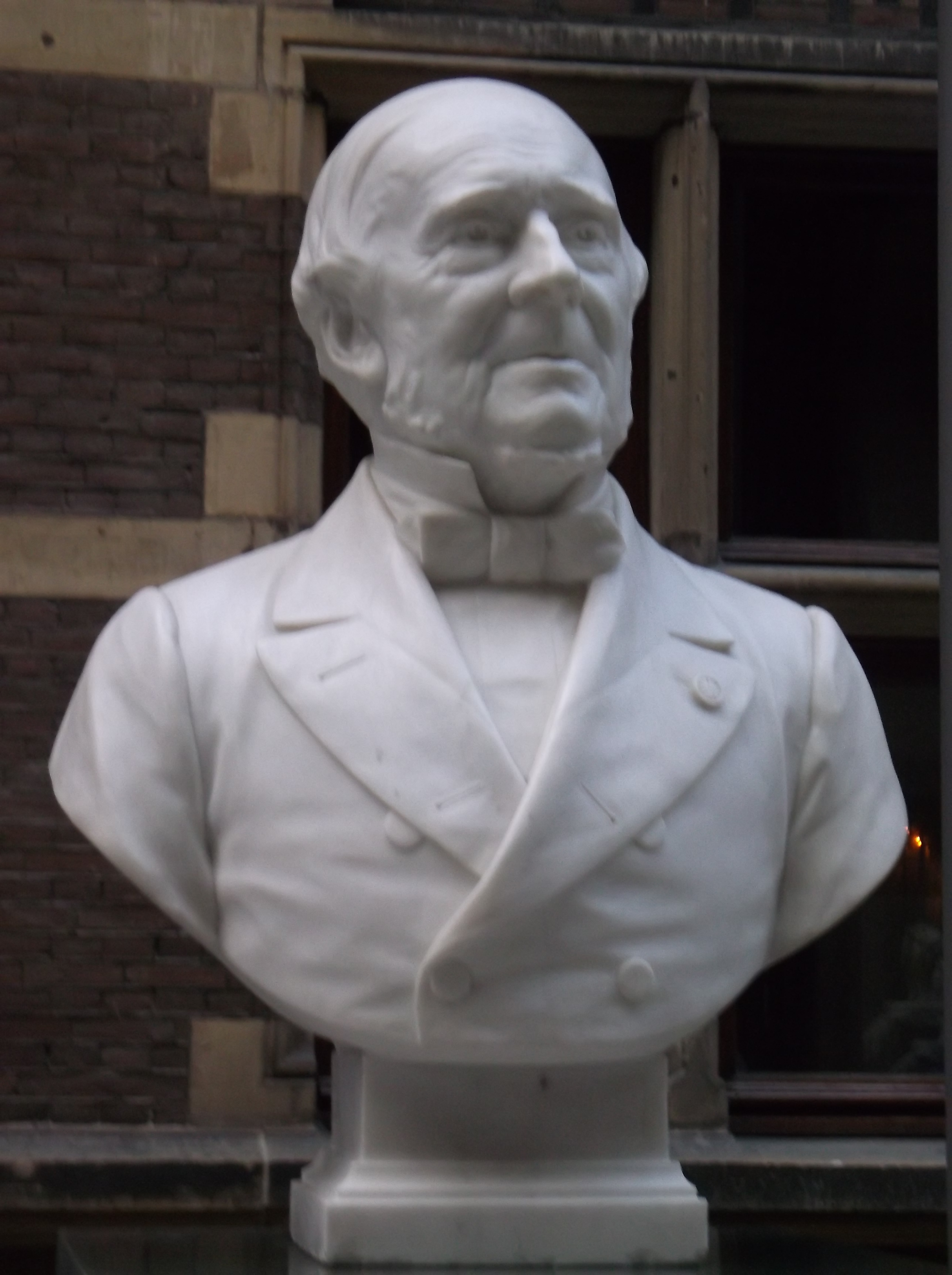
Buste van Westerman door Louis Dupuis in de Statenpassage

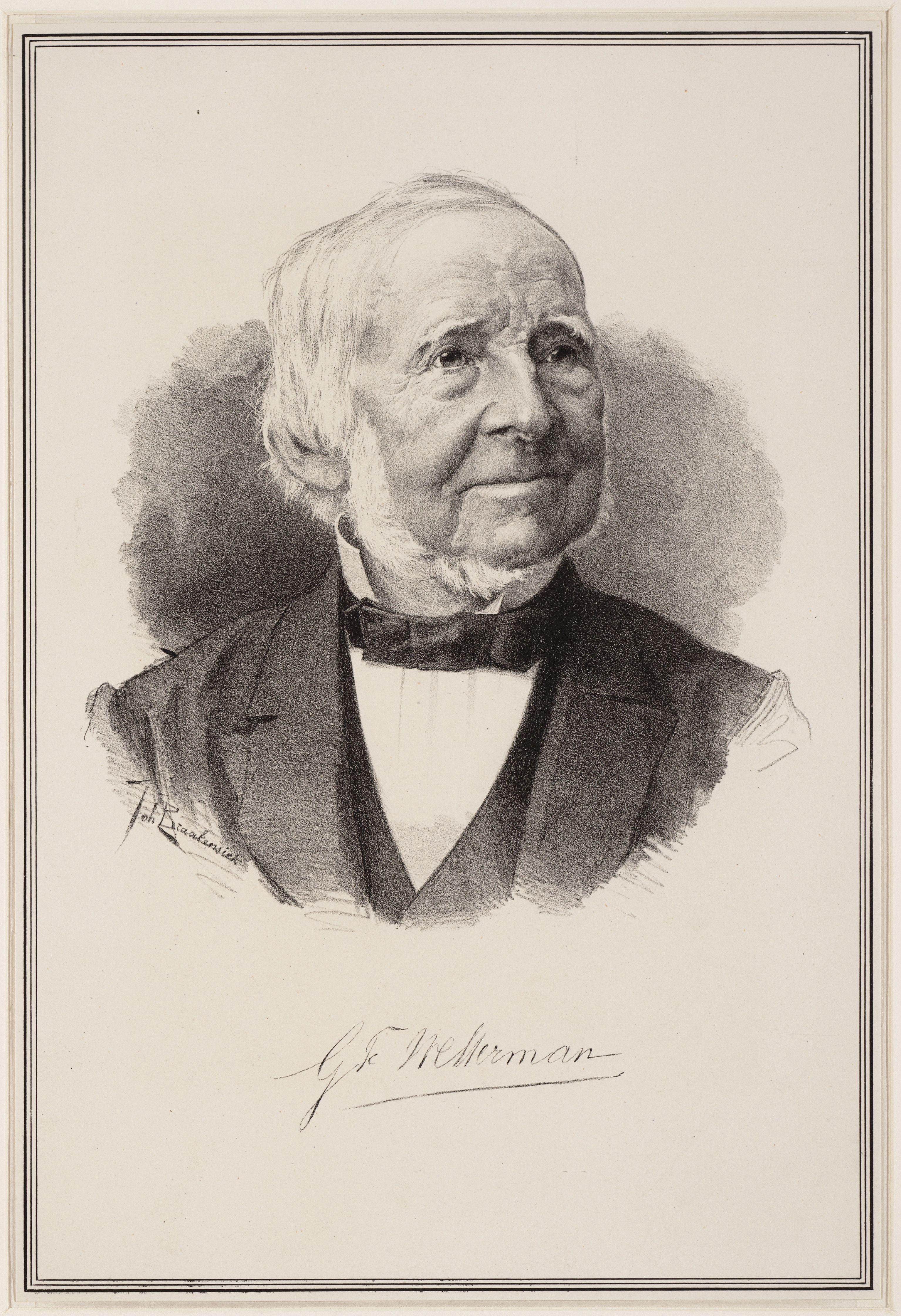
G.F. Westerman

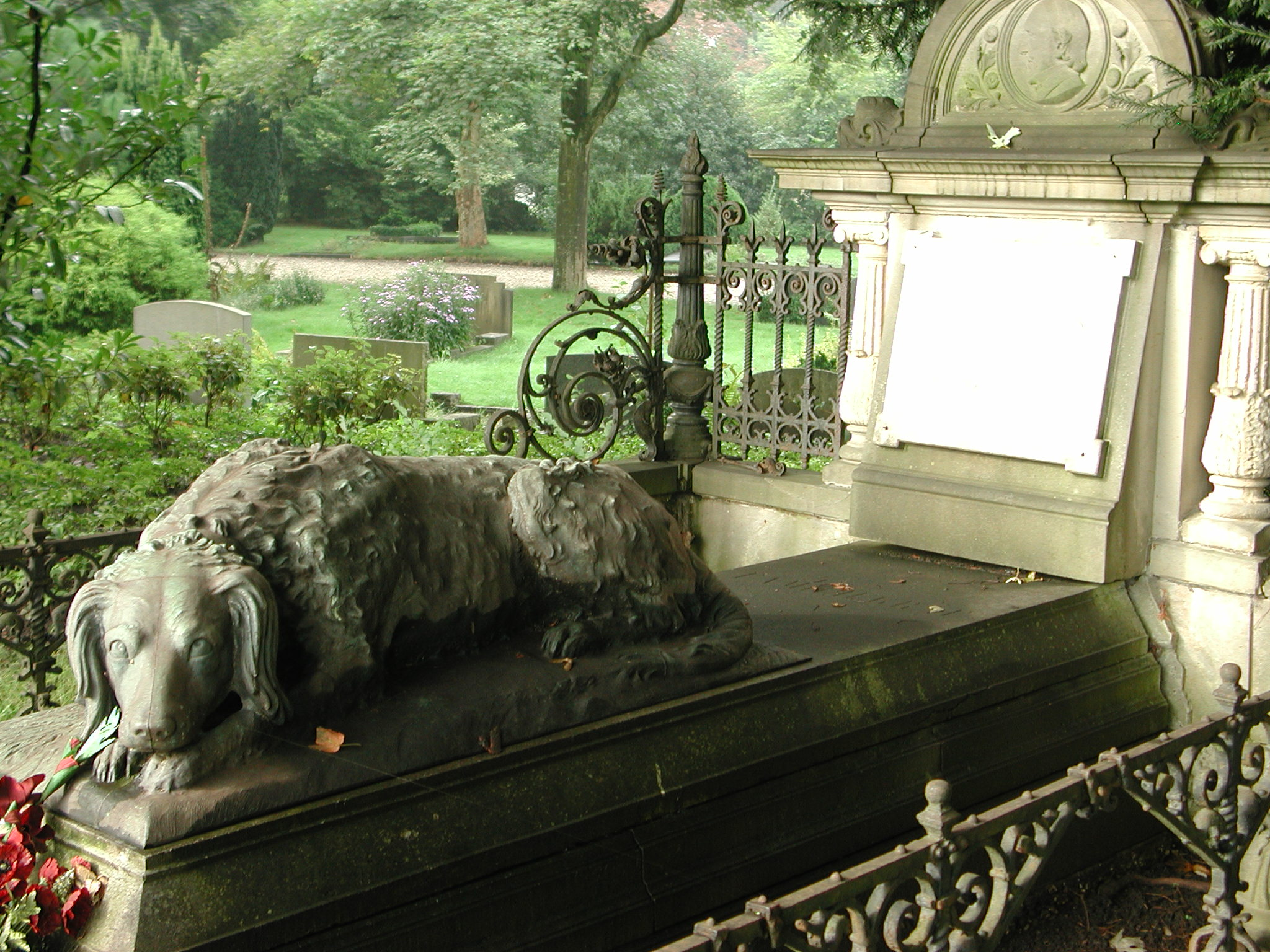
Het graf van Gerardus Frederik Westerman.

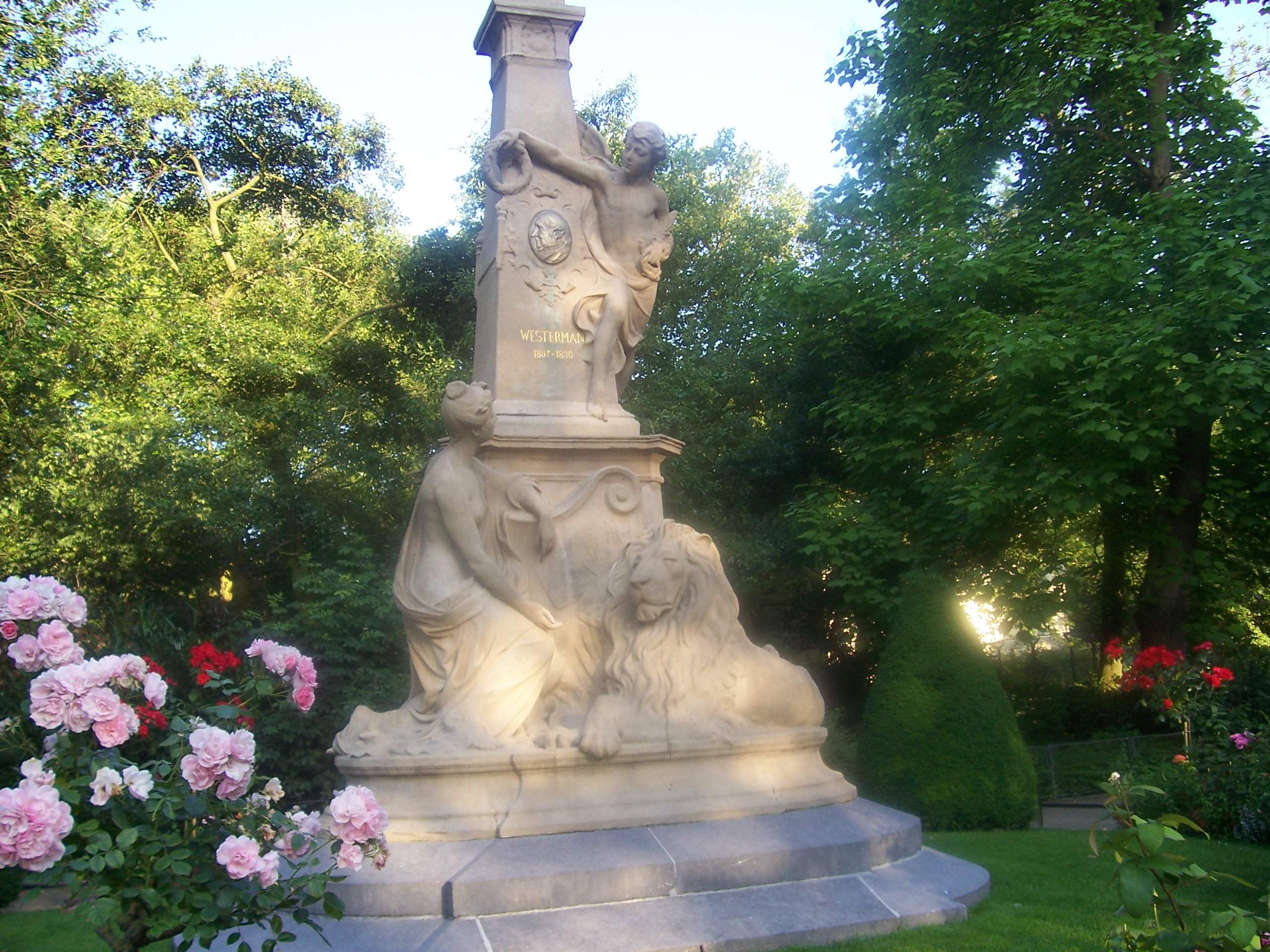
Monument in Artis uit 1891.

Dr. Gerardus Frederik Westerman (Rotterdam, 8 december 1807 - Amsterdam, 9 mei 1890) was een van de drie oprichters van het Koninklijk Zoölogisch Genootschap Natura Artis Magistra. Hij was tevens de eerste directeur van deze Amsterdamse dierentuin. Na zijn dood in 1890 werd hij opgevolgd door Coenraad Kerbert.
Hij werd geboren als oudste zoon van Marten Westerman (1775-1852) en Anna Rudolphina Vorst (1774-1860). Zijn vader was enige tijd directeur van de Amsterdamse stadsschouwburg. Westerman was samen met zijn vader uitgever en boekhandelaar, voor hij directeur van Artis werd. Hij was gehuwd met Maria Eleonora van der Schroeff (1812-1892).
Westerman nam vele initiatieven die het aanzien van Amsterdam zouden veranderen. Hij was medeoprichter van de sociëteit Arti et Amicitiae (1839), de Amsterdamsche Omnibus Maatschappij (1875) en de Panorama Maatschappij. Zelfs na zijn dood gaf hij nog de aanzet tot de bouw van de Hollandsche Schouwburg, doordat hij bij testament zijn woonhuis met grond aan de Plantage Middenlaan hiervoor beschikbaar had gesteld.
Ter gelegenheid van het 150-jarig bestaan van Artis is in Amsterdam de Plantage Prinsenlaan, die deels door Artis loopt, in 1963 herbenoemd tot Plantage Westermanlaan.
Westerman ligt op de Nieuwe Oosterbegraafplaats in Amsterdam begraven.

## Familie
Het geslacht Westerman komt oorspronkelijk uit Duitsland, maar telgen van deze familie vestigden zich in de achttiende eeuw in Amsterdam. Bekende leden van de familie zijn behalve Gerardus Frederik, ook Jo Westerman (1866-1943), lid van de Tweede Kamer der Staten-Generaal voor de Vrijzinnig-Democratische Bond (later voor de Vrijheidsbond) en mr. dr. William Marten Westerman (1892-1950), eveneens lid van de Tweede Kamer (voor het Verbond voor Nationaal Herstel van generaal Cornelis Jacobus Snijders).

## Bron
- Nederland's Patriciaat 41 (1955), p. 371-382 (met specifieke gegevens over G.F. Westerman op p. 373)